# Björn Schröder (Radsportler)

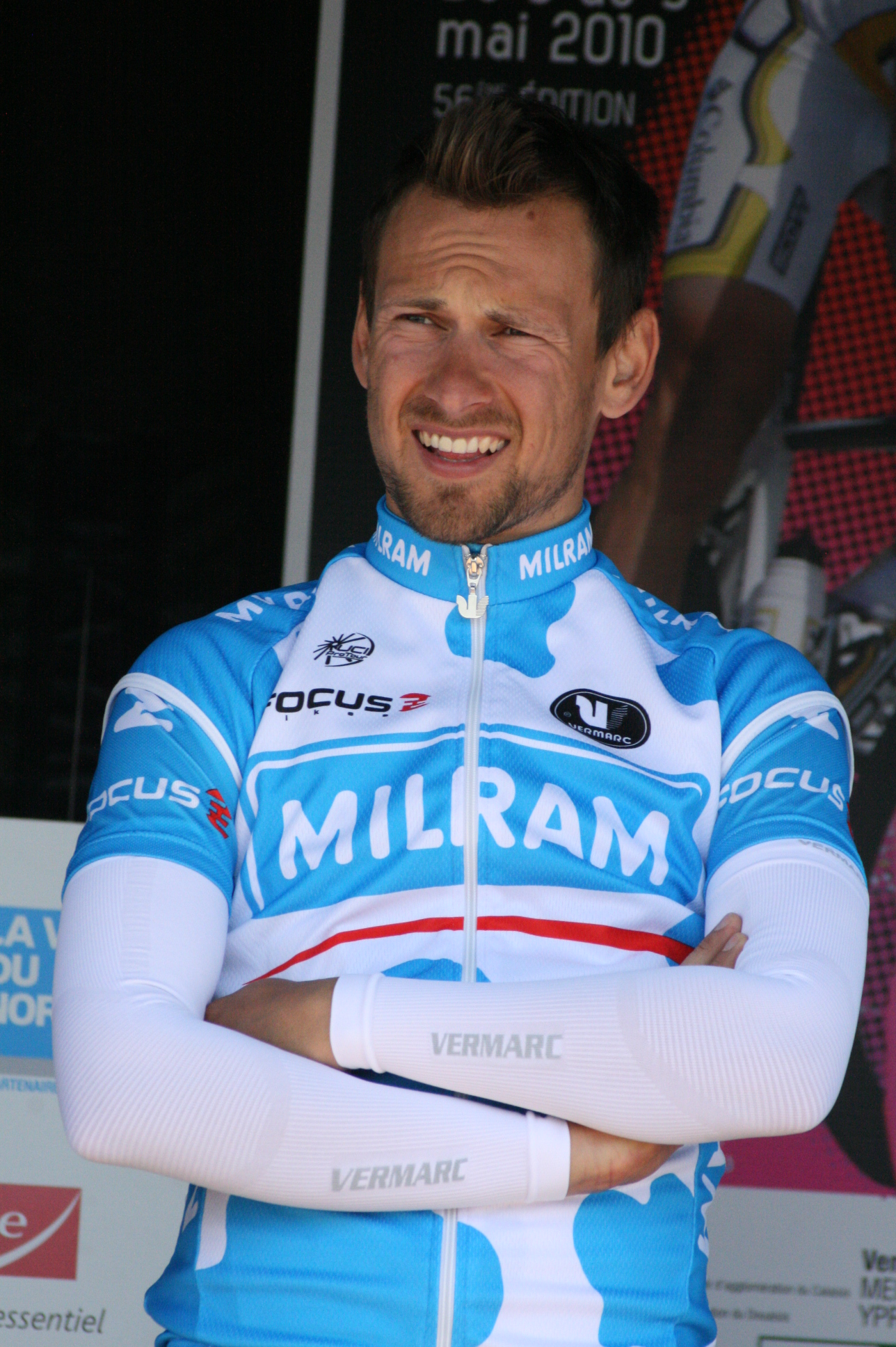
Björn Schröder bei den Vier Tagen von Dünkirchen 2010

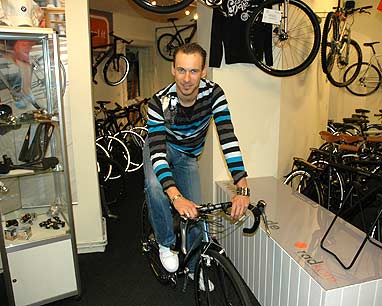
Björn Schröder bei der Übergabe eines neuen Trainingsrades

Björn Schröder (* 27. Oktober 1980 in Berlin) ist ein ehemaliger deutscher Radrennfahrer.
Nachdem Schröder im Jahr 2002 die Deutschen U23-Bergmeisterschaften gewonnen hatte, wurde er 2003 Profi beim Team Wiesenhof. Dort gewann er im ersten Jahr zwei Etappen des Circuit des Mines, wo er zudem das Trikot des besten Sprinters eroberte und gewann die Bergwertung der Rheinland-Pfalz-Rundfahrt.
Im Jahr 2006 wechselte er zum UCI ProTeam Milram, wo er bis zum Ablauf der Saison 2010 blieb. Für dieses Team bestritt er die Tour de France 2006 und 2008, den Giro d’Italia 2010, sowie die Vuelta a España 2009 und 2010. Außer der Vuelta 2009, wo sich Schröder bei einem Massensturz während der vierten Etappe erheblich verletzte und infolgedessen die Saison vorzeitig beenden musste, beendete er alle diese „Grand Tours“. Sein größter Erfolg in dieser Zeit war der Gesamtsieg bei der Rothaus Regio-Tour 2008.
Schröder beendete seine Radsportkarriere zum Ende der Saison 2013, um eine berufliche Tätigkeit beim Namenssponsor seiner letzten Mannschaft Team Stölting aufzunehmen.
Björn Schröder lebt in Berlin und ist Vater eines Kindes.

## Erfolge
1997
- Deutsche Querfeldeinmeisterschaften (Junioren)

1998
- Deutscher Straßen-Meister Junioren

1999
- Prolog Tour de Berlin

2000
- Gesamtwertung U23-Bundesliga

2001
- Deutsche Querfeldeinmeisterschaften (U23)

2002
- Deutscher Bergmeister (U23)
- Gesamtwertung U23-Bundesliga

2003
- Bergwertung Rheinland-Pfalz-Rundfahrt

2004
- zwei Etappen Friedensfahrt
- eine Etappe Sachsentour

2005
- eine Etappe Sachsentour

2008
- Rothaus Regio-Tour

2011
- Grand Prix of Sochi

## Grand-Tour-Platzierungen
| Grand Tour            | 2006 | 2007 | 2008 | 2009 | 2010 |
| --------------------- | ---- | ---- | ---- | ---- | ---- |
| Giro d’ItaliaGiro     | –    | –    | –    | 140  | –    |
| Tour de FranceTour    | 81   | –    | 100  | –    | –    |
| Vuelta a EspañaVuelta | –    | –    | –    | DNF  | 107  |

## Teams
- 2003–2005 Team Wiesenhof
- 2006–2010 Team Milram
- 2011 Nutrixxion Sparkasse
- 2012–2013 Team Stölting